# Preinerszell
Preinerszell ist ein Ortsteil der Gemeinde Schweitenkirchen im oberbayerischen Landkreis Pfaffenhofen an der Ilm. Das Kirchdorf liegt circa zweieinhalb Kilometer nördlich von Schweitenkirchen und ist über die Kreisstraße PAF 25 zu erreichen.

## Geschichte
Der Ort wird 821 erstmals urkundlich erwähnt. 
Preinerszell wurde am 1. Mai 1978 als Ortsteil der zuvor selbständigen Gemeinde Geisenhausen im Rahmen der Gemeindegebietsreform nach Schweitenkirchen eingegliedert.

## Baudenkmäler
Siehe auch: Liste der Baudenkmäler in Preinerszell
- Katholische Filialkirche St. Stephan
- Feldkapelle

## Bodendenkmäler
Siehe: Liste der Bodendenkmäler in Schweitenkirchen